# بيورن جاكوبسن
بيورن جاكوبسن (بالنرويجية البوكمول: Bjørn Jacobsen)‏ هو سياسي نرويجي، ولد في 11 يونيو 1960. حزبياً، نشط في الحزب الاشتراكي اليساري. وقد انتخب عضو برلمان النرويج ‏.